# Rise mP6

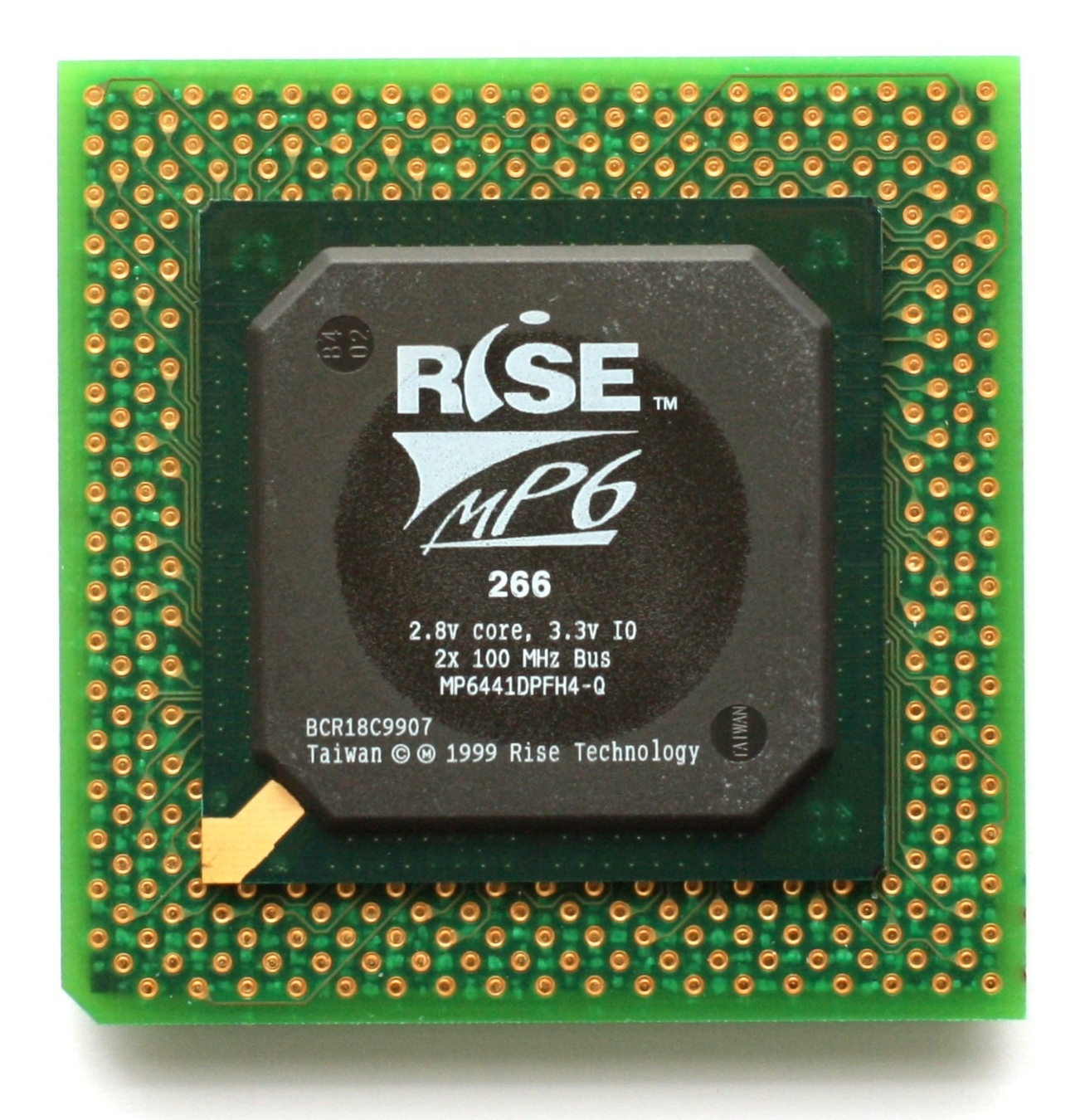
Процессор Rise Technology mP6

Rise mP6 — микропроцессор, совместимый с Intel x86 MMX, разработанный компанией Rise Technology. Процессор разрабатывался в течение 5 лет, был анонсирован в 1998 году, однако широкого распространения не получил. Предназначался для применения на материнских платах с разъемом Socket 7, отличался низким энергопотреблением (6 Вт у модели PR266), невысокой производительностью и хорошим соотношением цена-производительность.

## Технические характеристики
- Тактовые частоты
  - mP6-166, 2,0 x 83 МГц (166 МГц)
  - mP6-233, 2,0 x 95 МГц (190 МГц)
  - mP6-266, 2,0 x 100 МГц (200 МГц)
- Кеш-память первого уровня (L1): объём 16 Кбайт, работает на частоте ядра
- Число транзисторов: 3,6 миллиона
- Тех. процесс: 0,25 мкм
- Площадь кристалла: 107 мм²
- Напряжение питания ядра — 2,8 В; линий ввода-вывода 3,3 В
- Типы корпуса: BGA, T2BGA, BPGA (BGA припаянный к печатной плате для установки в Socket 7)

## Развитие
Компания SiS приобрела разработки Rise и использовала их при создании интегрированной системы SiS550, включающей в себя ядро процессора mP6, северный и южный мосты чипсета, видеоконтроллер и звуковой контроллер. Данная микросхема используется в различных встраиваемых системах и бытовой электронике, например, DVD-проигрывателях.